# لوف
لوف (به آلمانی: Löf) یک شهر در آلمان است که در ماین-کبلنتس واقع شده‌است. لوف ۱٬۵۱۶ نفر جمعیت دارد.